# Porto Xavier
Porto Xavier é um município brasileiro do estado do Rio Grande do Sul.

## Economia
Porto Xavier foi, dentre os municípios do Rio Grande do Sul, aquele que teve o maior crescimento da Renda Per Capita (em porcentagem) entre os anos de 2004 e 2008. Com um PIB de R$ 71.095.551,00 em 2004, atingiu R$ 235.593.565,00 em 2008, com o nº de habitantes praticamente inalterado. Neste período (2004-2008) a Renda Per Capita do Município cresceu 231,38%. IBGE/2008
Entre os anos de 1999 e 2008, dentre os municípios do Rio Grande do Sul, Porto Xavier foi o município que teve o 8º maior crescimento do PIB, passando de R$ 44.161.391,00 em 1999 para R$ 235.593.565,00 em 2008. Neste período (1999-2008) a Renda Per Capita do Município cresceu 433,48%. IBGE/2008